# Tapenada

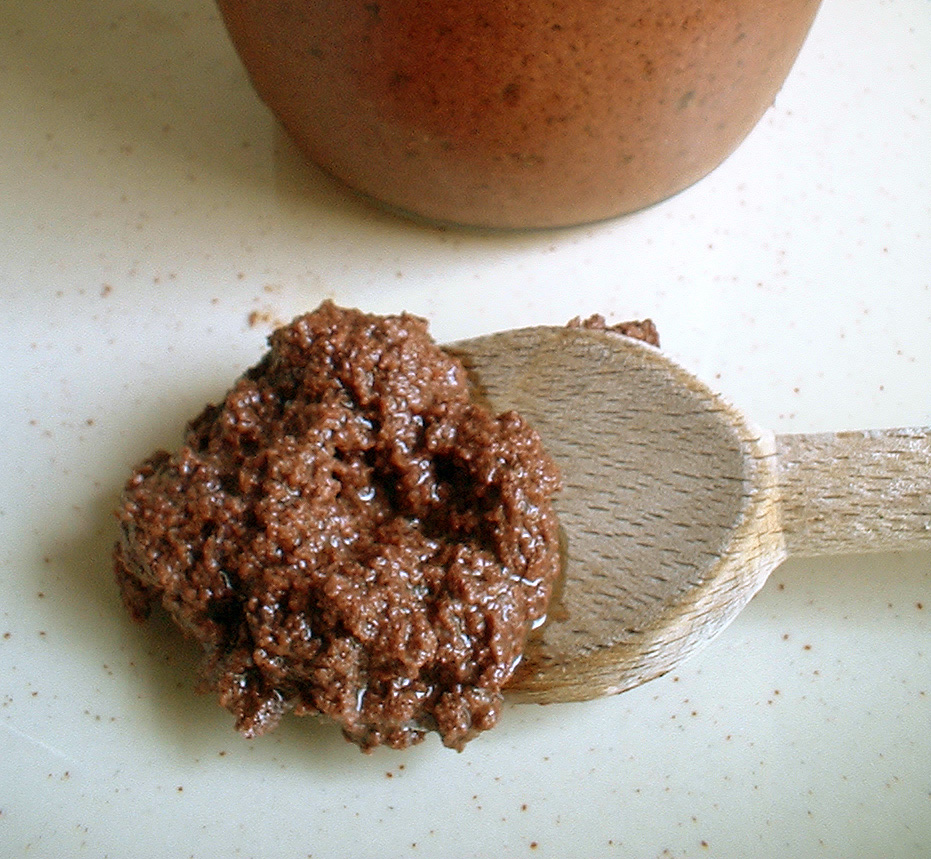
Tapenada z czarnych oliwek

Tapenada – pasta, której głównymi składnikami są oliwki i kapary oraz oliwa. Obok nich, w zależności od wersji, w składzie mogą znaleźć się np. czosnek, bakłażan, anchois i różne przyprawy. Wywodzi się z Prowansji.